# Вольф, Манфред (хоккеист)
Ма́нфред Вольф (нем. Manfred Wolf; 26 марта 1957, Орора, Канада) — канадский и немецкий профессиональный хоккеист и тренер. Игрок сборной Западной Германии по хоккею с шайбой.

## Биография
Манфред Вольф родился в Канаде 26 марта 1957 года. Летом 1978 года переехал в ФРГ. С 1979 по 1985 год выступал за команду чемпионата ФРГ «Маннхаймер». В 1980 году стал чемпионом Германии про хоккею с шайбой. В 1985 году перешёл в другую команду высшей лиги «Дюссельдорф». В ней Манфред завоевал второй титул в сезоне 1989/90. В 1990 году вернулся в «Маннхаймер», где провёл ещё два сезона в высшей лиге. С 1992 по 1998 год выступал за команды низших лиг Германии.
В сборной ФРГ Манфред Вольф дебютировал на чемпионат мира по хоккею с шайбой 1981 года. Всего сыграл на 6 чемпионатах мира, сыграл 55 матчей, забросил 9 шайб и отдал 8 голевых передач. Выступал за команду Западной Германии на Олимпийских играх 1984 года в Сараево и 1988 года в Калгари.
В олимпийском турнире в 12 матчах забросил 3 шайбы и отдал 4 голевых паса.
В сезоне 1996/97 был помощником тренера команды высшей лиги «Ратинген Лёвен», а после её расформирования и переезда в Оберхаузен с 1997 по 2000 год возглавлял команду низшей лиги «Ратингер Айс Элиенс». В 2000 году работал скаутом в команде «Айсберен Берлин». Был помощником тренера сборной Германии на Мировом кубке вызова 2001 года. В сезоне 2001/02 возглавлял команду высшей лиги Голландии «Рёйтерс Итерс Гелен», а также сборную Нидерландов. В сезоне 2003/04 возглавлял клуб немецкой второй лиги «Криммичау». С 2009 по 2015 год работает главным тренером в командах низших лиг из Хемница и Лейпцига. В сезоне 2015/16 руководил командой второй лиги «Хайльброннер Фалькен». Также работал экспертом в спортивной телепередаче немецкого канала «Eurosport».
Отец хоккеиста сборной Германии Давида Вольфа.